# 钝萼铁线莲
钝萼铁线莲（学名：Clematis peterae），为毛茛科铁线莲属下的一个植物种。